# Третий дивизион шотландской Футбольной лиги
Третий дивизион шотландской Футбольной лиги (англ. The Scottish League Third Division) являлся четвёртым в системе футбольных лиг Шотландии. В нём участвовали 10 команд, играющих в 4 круга, победитель выходил напрямую во второй дивизион, команды, занявшие места с 2 по 4 играли плей-офф с 9-м клубом второго дивизиона. Выбывания в этом турнире не было.
Упразднен в 2013 году после образования Шотландской профессиональной футбольной лиги, слиянием Шотландской Премьер-лиги и Футбольной Лиги Шотландии, и заменен Второй лигой.

## История
Впервые организован в 1923 году, но из-за финансовых проблем свёрнут в 1926 году. В 1946 году организован вновь как дивизион «С». В отличие от раннего третьего дивизиона этот представлял собой смесь малых клубов и резервных команд. В 1949 было увеличено количество резервных команд и дивизион разделён на две зоны. В результате наметилось доминирование дублей сильных команд. таких как Рейнджерс и Абердин. Только один раз не-дубль выиграл эти соревнования, это был Брихин Сити в сезоне 1953/54 (зона Северо-Восток). В 1956 году завершился последний сезон дивизиона «С».

### Воплощение турнира с 1994 года
В 1994—1998 годах Третий дивизион был фактически четвёртым уровнем Шотландской Футбольной лиги, но после выделения в 1998 году Премьер-лиги стал третьим в системе Шотландской Футбольной лиги.

## Победители Третьего дивизиона
b.↑ Команда не смогла получить повышение через плей-офф.